# Plaza Wheelwright
La Plaza Wheelwright, popularmente conocida como Plaza de la Aduana, es una plaza ubicada en el Barrio Puerto de la ciudad de Valparaíso. Es un importante nudo vial hacia el centro de la ciudad y los barrios ubicados al occidente, como Playa Ancha y Artillería. Además, es estación terminal de muchas líneas de autobuses del Gran Valparaíso. A un costado de la plaza se sitúa la estación baja del ascensor Artillería.

## Historia
El sector de la Plaza Wheelwright fue utilizado como fondeadero de los barcos que llegaban al puerto durante la época colonial. En el primer cuarto del siglo XIX, era conocida como Plaza del Arsenal, debido a que en la esquina de la plaza con calle Bustamante se encontraba el depósito de armas de la ciudad. La mayor parte del terreno actual de la plaza era playa.
En 1830, el sector tiene una gran importancia comercial e industrial debido a que era el lugar de paso entre los almacenes fiscales y el muelle. En el año 1848 el sector se rellenó con material del cerro Artillería. En 1855 se inauguró, a un costado, el edificio de la Aduana, y el lugar se convirtió en el centro aduanero del país, valiéndole así el nombre popular de Plaza de la Aduana. En 1858, se emparejó y empedró la plaza. Posteriormente se construye un muelle de carga.
La plaza funcionó como paradero terminal de diligencias tiradas a caballo, que realizaban tres viajes por semana a la ciudad de Santiago. Uno de los cocheros de estas diligencias era León Vigouroux, quien fuera cochero del rey Luis Felipe de Francia. Vigouroux estableció el servicio rápido de diligencias de cuatro ruedas, que se mantuvieron hasta la llegada del ferrocarril. Entre los transportistas, se destacan los ingleses Charles Neville y Joseph Moss. El chileno Manuel Loyola, fue el primero en establecer diligencias diarias entre Valparaíso y Santiago.

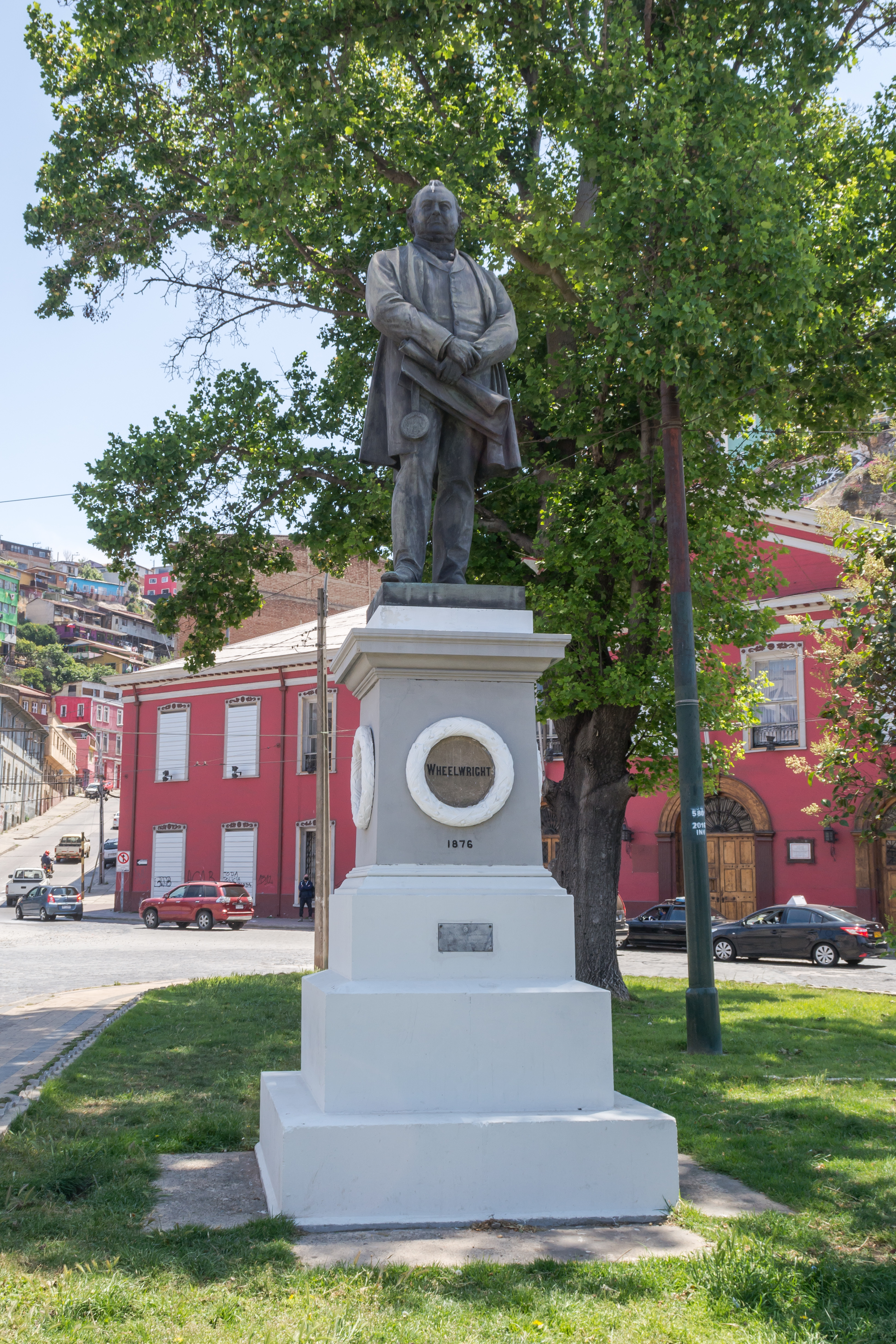
Estatua de Guillermo Wheelwright.

En 1877, se erige un monumento a Guillermo Wheelwright, mandada a hacer por el intendente Francisco Echaurren. Este  hecho le da el nombre oficial a la plaza.
El edificio de la Aduana es declarado Monumento Nacional en 1975.

## Parada terminal de buses

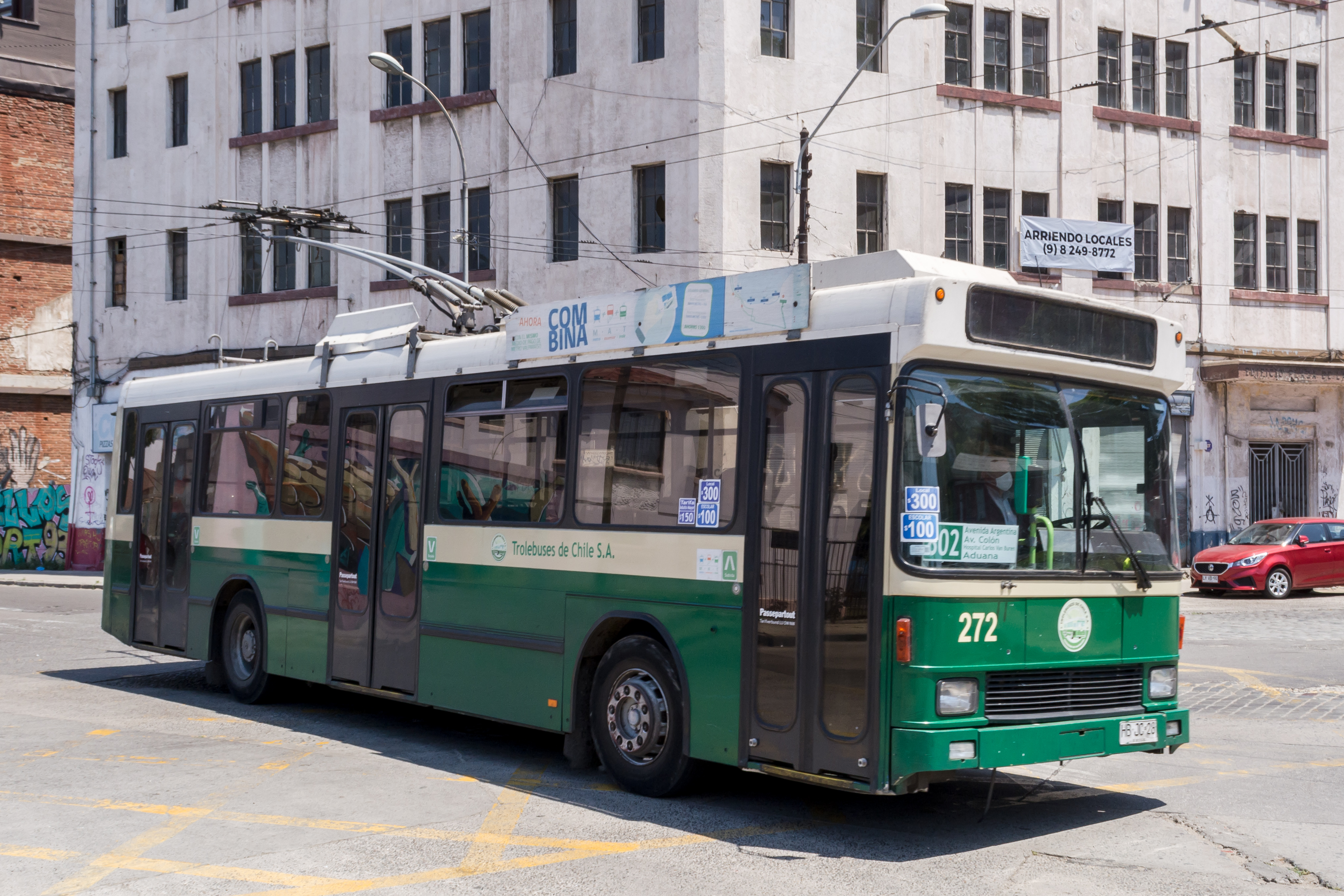
Trolebús en la plaza Wheelwright.

La plaza es un importante nudo vial y de tránsito de la ciudad. Funciona como estación terminal de numerosas líneas del Transporte Metropolitano de Valparaíso:
- 101: Belloto Norte
- 102: Villa Huanhualí
- 103: Villa Peumo
- 104: Villa Olímpica
- 108: Villa Mena
- 110: Peñablanca
- 114: Villa Las Américas
- 201: Reñaca Alto
- 202: Villa Glorias Navales
- 203: El Salto Industrial
- 204: Forestal
- 205: Villa Independencia
- 207: Achupallas
- 210: Mirador de Reñaca
- 212: Miraflores
- 213: Mirador de Reñaca
- 214: Santa Julia
- 503: Placeres
- 521: Ramaditas
- 608: Colmo
- 801: Trolebús x Pedro Montt
- 802: Trolebús x Colón